# Organisation révolutionnaire macédonienne intérieure - Parti démocratique pour l'unité nationale macédonienne
Ne doit pas être confondu avec Organisation révolutionnaire intérieure macédonienne.
L’Organisation révolutionnaire macédonienne intérieure - Parti démocratique pour l'unité nationale macédonienne (en macédonien : Внатрешна македонска револуционерна организација - Демократска партија за македонско национално единство, ВМРО-ДПМНЕ, soit VMRO-DPMNE) est un parti politique de centre-droit macédonien.

## Histoire

### Origines

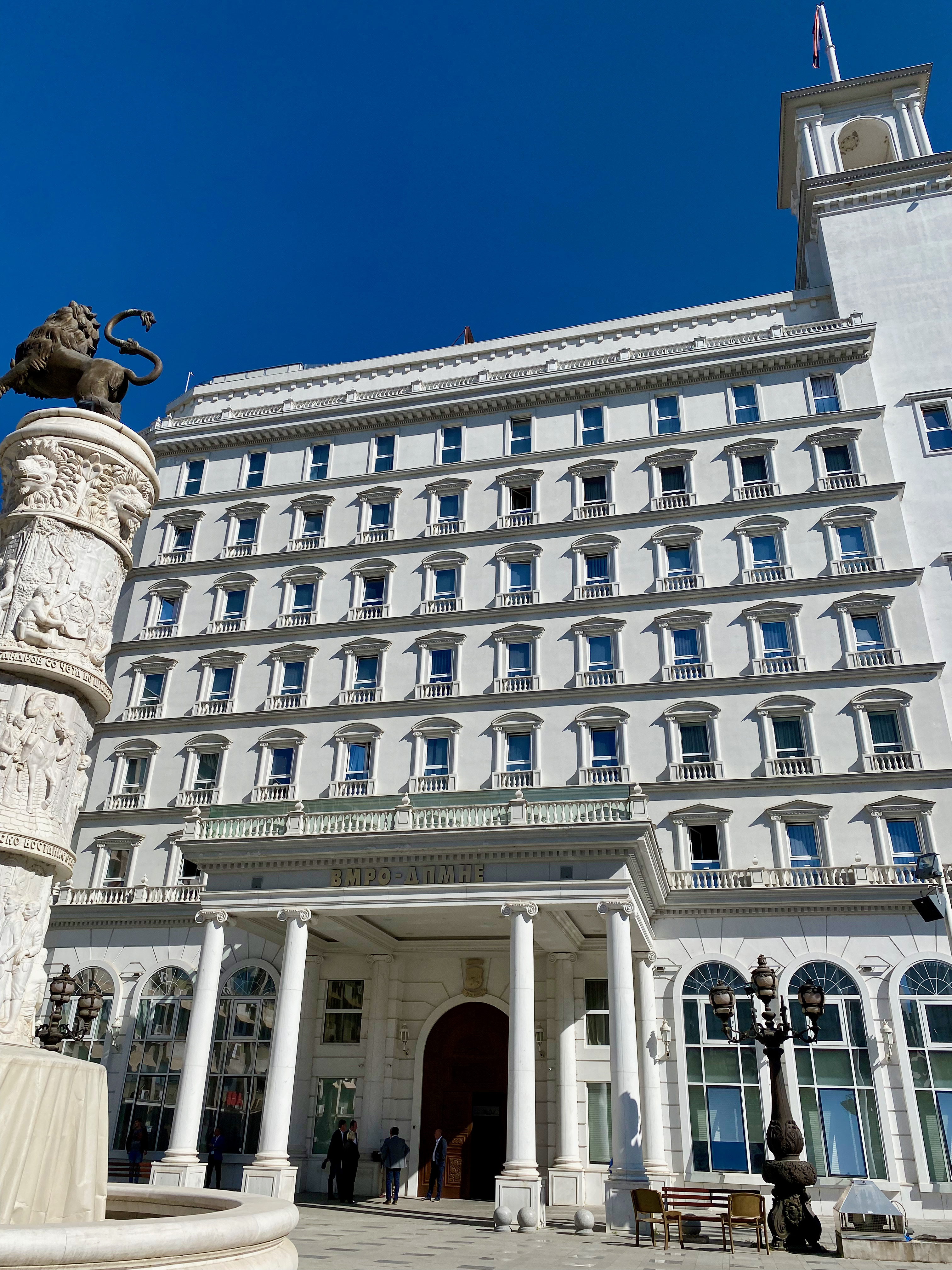
Siège du parti VMRO-DPMNE à Skopje.

Le nom du parti vient de l'Organisation révolutionnaire intérieure macédonienne (VMRO), un mouvement rebelle fondé en 1893. Cette première organisation fut l'un des groupements pionniers dans la revendication nationale macédonienne face à l'occupation ottomane. Après diverses transformations, ce mouvement disparut dans les années 1930, alors que la Macédoine faisait partie du royaume de Yougoslavie. Le VMRO-DPMNE actuel se considère comme héritier idéologique de l'ancien VMRO.

### Fondation
Après la mort de Tito en 1980, la Yougoslavie communiste commença à se désintégrer progressivement et des mouvements politiques démocratiques virent le jour dans les républiques fédérées, dont faisait partie la Macédoine. De nombreux exilés revinrent dans le pays qui prenait peu à peu son indépendance et les jeunes intellectuels redécouvrirent l'histoire du nationalisme macédonien. Dans ses circonstances, certains décidèrent de faire revivre le VMRO du début du XXe siècle. Le VMRO-DPMNE fut finalement fondé le 17 juin 1990 à Skopje.

## Idéologie
Le parti se décrit lui-même comme un parti chrétien-démocrate et il soutient l'adhésion de la Macédoine du Nord à l'OTAN et à l'Union européenne. D'optique conservatrice, ses objectifs ne visent par ailleurs que le peuple macédonien, laissant de côté les minorités ethniques qui forment environ 30 % de la population du pays : « les buts et les objectifs du parti expriment la tradition du peuple macédonien sur lequel ses concepts et ses combats politiques s'appuient ». Le parti s'est cependant plusieurs fois allié à des partis représentant les minorités ethniques.
Le VMRO-DPMNE est un parti qui englobe divers courants de droite, allant de la démocratie chrétienne au conservatisme. À sa fondation, il était considéré comme nationaliste, inscrit dans la tradition du slavophilisme, et clairement dirigé contre l'importante minorité albanaise. À cause d'un manque de reconnaissance internationale, et afin de devenir un véritable parti de gouvernement, le parti a adouci ses lignes politiques au cours des années 1990. Désormais, il a pour objectifs le combat des divisions ethniques, des discriminations fondées sur le sexe, la religion et l'appartenance ethnique et de la corruption. Il défend aussi la privatisation, la réforme du service public et l'adhésion à l'Union européenne.
Certains observateurs le qualifient de populiste et lui reprochent le non-respect de la laïcité en encourageant l'Église orthodoxe macédonienne, le gaspillage de l'argent des contribuables, par exemple pour le projet d'urbanisme Skopje 2014, et l'accusent d'enfreindre la liberté de la presse.
En outre, le parti impose son contrôle sur les institutions et l'économie. Ainsi, les journalistes Jean-Arnault Dérens et Laurent Geslin soulignent qu'au sein des institutions, au cours des années de pouvoir de Nikola Gruevski, « un étroit système de contrôle est censé assurer la loyauté des employés de l’État. Pour obtenir une mutation ou un avancement, il est nécessaire de prendre la carte du VMRO-DPMNE. Et il faut faire attention à ce que l’on dit pour ne pas perdre son emploi : les espions et les délateurs sont partout. Les milieux économiques se plaignent aussi discrètement des pressions du régime : dans chaque entreprise, il est « recommandé » d’embaucher un cadre du VMRO-DPMNE pour éviter les contrôles fiscaux intempestifs. » 
Le VMRO-DPMNE est aussi connu pour soutenir une ligne stricte, sans concessions, vis-à-vis de la Grèce à propos du débat autour du nom de la Macédoine.

## Principales figures

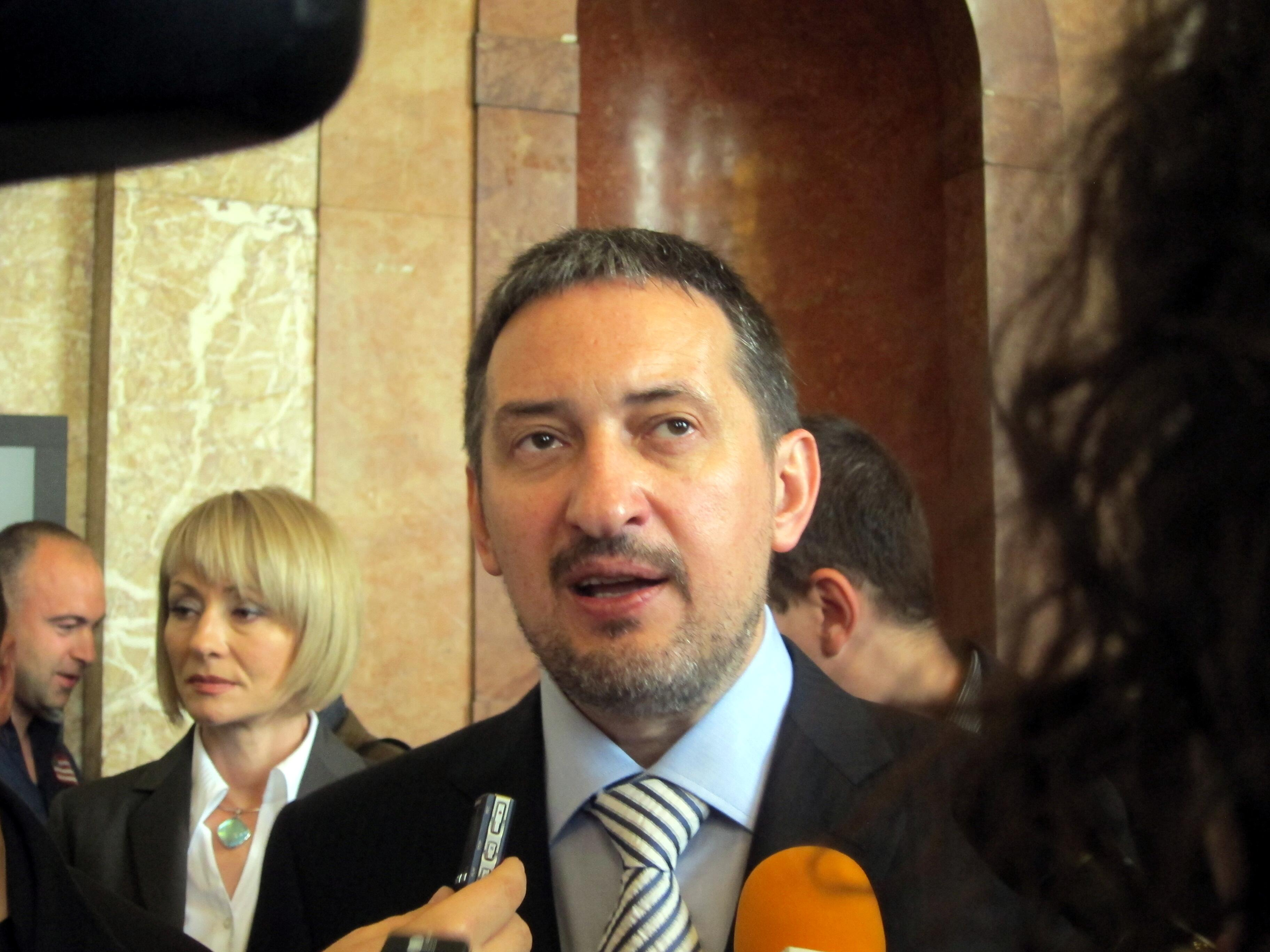
Ljubčo Georgievski, président du parti de 1990 à 2002 et président du gouvernement de 1998 à 2002.
Boris Trajkovski, président de la République de 1999 à 2004.
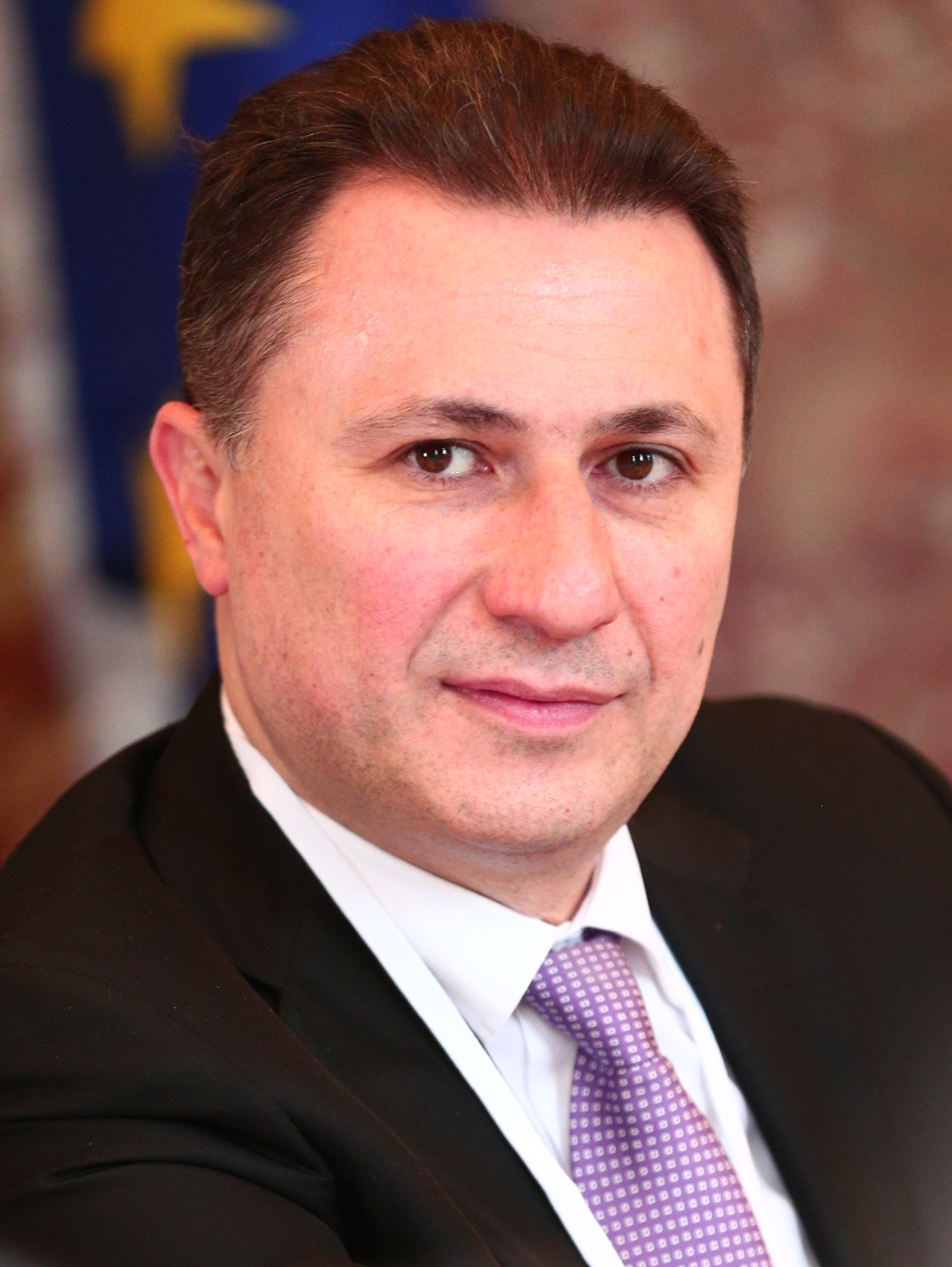
Nikola Gruevski, président du parti entre 2002 et 2017 et président du gouvernement de 2006 à 2016.
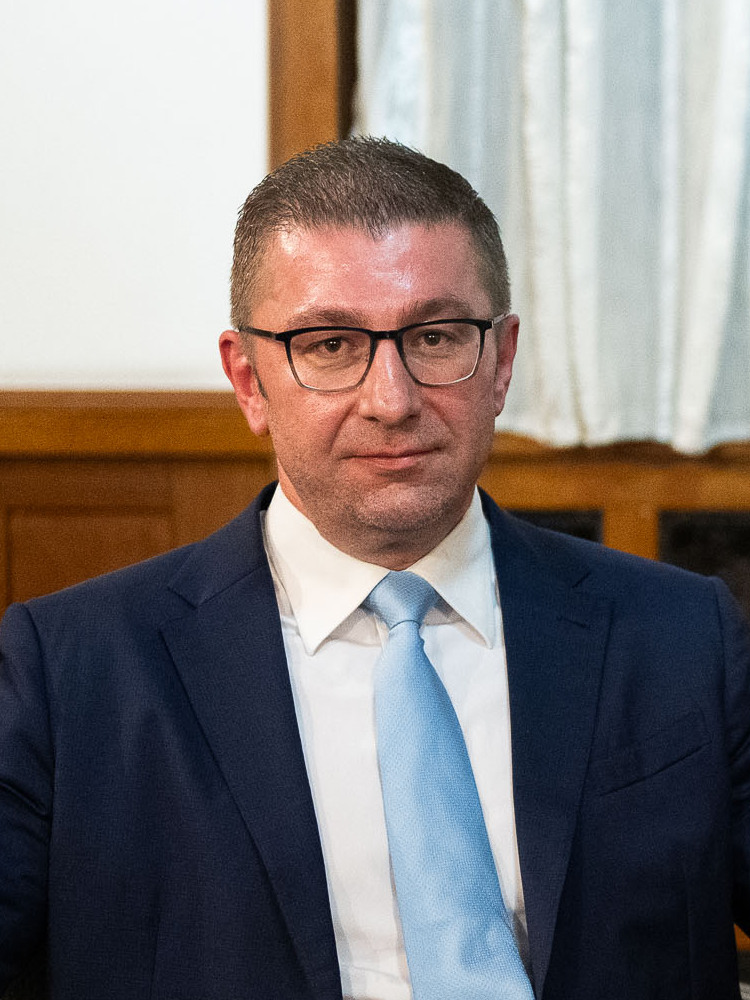
Hristijan Mickoski, président du parti depuis 2017 et président du gouvernement depuis 2024.
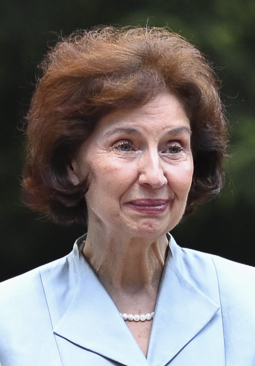
Gordana Siljanovska-Davkova, présidente de la République depuis 2024.

## Résultats électoraux
Le VMRO-DPMNE remporte les premières élections législatives multipartites, tenues en 1990, mais il échoue à la formation d'un gouvernement après avoir refusé une coalition avec un parti ethnique albanais. Il faut attendre 1998 pour que le parti remporte à nouveau des élections. Cette fois, il parvient à fonder un gouvernement en s'alliant au Parti démocratique des Albanais (DPA). L'année suivante, le candidat du VMRO-DPMNE, Boris Trajkovski, remporte les présidentielles, mais celui-ci se contente de suivre une ligne politique neutre.
À la suite du conflit interethnique de 2001, le parti perd les élections de 2002, et son leader depuis 1990, Ljubčo Georgievski, démissionne et il est remplacé par Nikola Gruevski.
Le VMRO-DPMNE revient au pouvoir en 2006, mais le choix du DPA pour former une coalition provoque la colère de l'Union démocratique pour l'intégration (DUI), qui est alors le plus grand parti albanais. Ce dernier remplace toutefois le DPA en 2008, et ce changement de coalition fait grandir la popularité du VMRO-DPMNE. Le parti remporte la grande majorité des municipalités lors des élections locales de 2009, et son candidat, Gjorge Ivanov, remporte les présidentielles la même année. Ce dernier n'est cependant membre d'aucun parti.
Le parti remporte les élections législatives de 2016.

### Élections législatives
| Année | Voix    | %       | Rang    | Sièges   | Gouvernement                                                  |
| ----- | ------- | ------- | ------- | -------- | ------------------------------------------------------------- |
| 1990  | 238 367 | 29,9    | 1er     | 38 / 120 | Opposition                                                    |
| 1994  | boycott | boycott | boycott | boycott  | boycott                                                       |
| 1998  | 312 669 | 28,1    | 1er     | 49 / 120 | Georgievski                                                   |
| 2002  | 298 404 | 25,02   | 2e      | 27 / 120 | Opposition                                                    |
| 2006  | 304 128 | 32,46   | 1er     | 38 / 120 | Gruevski I                                                    |
| 2008  | 481 602 | 48,78   | 1er     | 53 / 120 | Gruevski II                                                   |
| 2011  | 438 135 | 38,98   | 1er     | 47 / 123 | Gruevski III                                                  |
| 2014  | 481 615 | 42,97   | 1er     | 52 / 123 | Gruevski IV (2014-2016), Dimitriev I (2016) et II (2016-2017) |
| 2016  | 454 519 | 38,14   | 1er     | 43 / 120 | Opposition (2017-2020), Spasovski (2020)                      |
| 2020  | 315 344 | 34,57   | 2e      | 36 / 120 | Opposition                                                    |
| 2024  | 436 022 | 43.32   | 1er     | 58 / 120 | Mickoski                                                      |